# Igazságügyi Minisztérium (Amerikai Egyesült Államok)
Az Amerikai Egyesült Államok Igazságügyi Minisztériuma (angolul: United States Department of Justice, DOJ), más néven Szövetségi Igazságügy-minisztérium az Amerikai Egyesült Államok szövetségi végrehajtási hatósága, mely a jog betartásáért és az igazságügy adminisztrációjáért felelős az Egyesült Államokban. Más országokban ez az igazságügyminisztériumnak és a belügyminisztériumnak felel meg. A minisztériumot 1870-ben Ulysses S. Grant elnöksége alatt hozták létre, és több végrehajtó szerv is alá tartozik, melyek között megtalálható a United States Marshals Service (USMS), a Szövetségi Nyomozóiroda (FBI), az ATF és a Drug Enforcement Administration (DEA). A DOJ felelős a pénzügyi csalások felderítéséért, és ez képviseli a kormányt a jogi ügyekben (például a Legfelsőbb Bíróság előtt), és üzemelteti a szövetségi büntetés-végrehajtási rendszert. A minisztérium feladata a helyi bűnüldözés ellenőrzése, amelyet egy 1994-es törvény keretei között végez.

## Története
Az Amerikai Egyesült Államok legfőbb ügyészének a tisztjét az 1789-es bírói törvény hozta létre. Ekkor ez a poszt egy ember részmunkaidejét töltötte ki, de a bürokrácia miatt kinőtte magát a tisztség. Kezdetben a legfőbb ügyész adott jogi tanácsot a Kongresszusnak és az elnöknek. 1819-től már csak a Kongresszusnak adott tanácsot, hogy kezelhetőbb legyen a leterheltsége. 1852. március 3-ig a legfőbb ügyész fizetése nem érte el a Kabinet többi tagjának honoráriumát. A tiszt korai betöltői saját ügyvédi iroda üzemeltetésével egészítették ki a keresetüket, és gyakran ügyészként is a saját fizető ügyfeleik érdekei szerint érveltek.
Miután az 1830-ban és 1846-ban sikertelenül próbálkoztak azzal, hogy a legfőbb ügyészi posztot teljes munkaidős állássá változtassák, 1867-ben az USA Kongresszusának Igazságügyi Házbizottsága William Lawrence vezetésével törvényjavaslatot nyújtott be egy igazságügyi tárca létrehozataláról, melyet a legfőbb ügyész irányítana, és alá tartoznának az állami ügyészek. 1868 február 19-én Lawrence beterjesztette a törvényjavaslatot a kongresszus elé, amelyből 1870. június 22-én, Ulysses S. Grant aláírása után emelkedett törvényi erőre.